# Henry Runströmer
Karl Henry Runströmer, född 1 november 1919 i Karlstad, död 26 februari 1999, var en svensk journalist.
Runströmer, som var son till riksombudsman Eugen Johansson och Lena Andersson, avlade studentexamen i Stockholm 1939. Han blev journalist i Sundsvalls-Posten 1941, i Aftonbladet 1942, i Västernorrlands Allehanda 1944, i Svenska Dagbladet 1945, generalsekreterare i Svenska simförbundet 1957 och var verkställande direktör för Simfrämjandet sedan 1965. Han var ledamot av simbadsdelegationen. Han var medlen i Publicistklubben, Sportjournalisternas klubb och Internationella simförbundet. Han utgav Motorsportboken (1952), Skytteboken (1963), Bli en god crawlsimmare (1963), Bröstsim annorlunda och snabbare (1964) samt redaktör och ansvarig utgivare för tidningen Simfrämjaren.